# Gertrud Mair
Gertrud Mair (Bressanone, 1944 – Roma, 18 agosto 2016) è stata un'annunciatrice televisiva e conduttrice televisiva italiana, attiva per la Rai dal 1966 al 1991.

## Biografia
Inizia la carriera poco più che ventenne come speaker radiofonica del Sender Bozen (struttura in lingua tedesca della sede Rai di Bolzano), leggendo annunci e notiziari e interpretando alcuni radiodrammi.
Nel febbraio 1966 viene scelta dalla Rai (insieme a Peppi Franzelin ed Helga Wiedenhofer) come annunciatrice per il programma televisivo in lingua tedesca dedicato all'Alto Adige, trasferendosi pertanto a Roma, sede della messa in onda di tale palinsesto. Nella capitale alterna l'incarico di Signorina buonasera con quello di funzionaria amministrativa, sempre per conto del Sender Bozen.
Grazie alla sua buona dizione nella lingua italiana, che parla quasi senza inflessioni, nel 1969 inizia anche ad annunciare la programmazione nazionale sul primo e sul secondo canale Rai, nonché le trasmissioni dedicate al pubblico internazionale prodotte dalla Direzione servizi giornalistici e programmi per l’estero (struttura antesignana di Rai International). In quegli anni conduce anche alcuni programmi di cultura ed informazione, tra cui Orizzonti della scienza e della tecnica. 
Nel 1972 fu, assieme a Rosanna Vaudetti e Graziella Romeo, tra le prime annunciatrici ad apparire a colori, in occasione degli annunci realizzati durante i Giochi olimpici di Monaco.
Tra il 1976 e il 1977 appare con altre colleghe (tra le quali Rosanna Vaudetti, Beatrice Cori, Mariolina Cannuli e Maria Giovanna Elmi) nella prima edizione di Domenica in, presentata da Corrado e Dora Moroni, per annunciare le rubriche trasmesse all'interno del programma-contenitore. Sempre nel 1977, il 26 maggio, apparve in video a margine di una tribuna politica con Marco Pannella per leggere un comunicato del Ministero dell'Interno, in cui si respingevano le accuse, che il leader radicale aveva rivolto al Viminale e alle Forze dell'Ordine, di aver compiuto, con l'ausilio di facinorosi conniventi, atti di violenza contro persone inermi nel quadro della campagna di sottoscrizione per i referendum dell'anno seguente.
Nel 1978 cessa di apparire regolarmente in video sui canali nazionali (rimanendo però come sostituta delle colleghe in ferie, malattia o maternità); continua a lavorare, sia come annunciatrice che come funzionaria, presso la sede romana del Sender Bozen. 
Durante la sua lunga attività in Rai ha conseguito la laurea in lingue e letterature straniere.
Il 31 gennaio 1991 è ospite, insieme ad alcune colleghe, del programma E compagnia bella su Raidue. Nel 1991, allorché la Rai decide di dismettere la sede romana del Sender Bozen e di trasferire tutta la produzione dei programmi in lingua tedesca alla sede di Bolzano, la Mair sceglie il prepensionamento; ha continuato quindi a risiedere a Roma, dove è morta nell'agosto 2016 a causa di una malattia.